# Pachycephala pectoralis
Pachycephala pectoralis е вид птица от семейство Pachycephalidae.

## Разпространение
Видът е разпространен в Австралия, Вануату, Индонезия, Източен Тимор, Норфолк, Папуа Нова Гвинея, Соломоновите острови и Фиджи.